# Mindestanforderungen an die Ausgestaltung der internen Revision
Die Mindestanforderungen an die Ausgestaltung der Internen Revision (MaIR) wurden am 17. Januar 2000 von der Vorgängerbehörde der Bundesanstalt für Finanzdienstleistungsaufsicht (BaFin), dem Bundesaufsichtsamt für das Kreditwesen (BaKred), veröffentlicht. Die bankaufsichtlichen Standards an die interne Revision wurden zum 20. Dezember 2005 nahezu unverändert in die Mindestanforderungen an das Risikomanagement (MaRisk) überführt. 
Die von allen deutschen Kreditinstituten zu beachtenden Standards sollten dazu beitragen, die Qualität der Revisionsarbeit zu verbessern. Nach § 25a Abs. 1 KWG hat jedes Institut ein angemessenes und wirksames Risikomanagement einzurichten, zu dem auch die Implementierung einer funktionsfähigen Internen Revision zählt. In den MaIR wurde dem Postulat der Unabhängigkeit als zentrale Voraussetzung für eine funktionsfähige Revision ein besonders hohes Gewicht eingeräumt. Die Interne Revision kann nur dann sinnvoll prüfen, wenn sie nicht unmittelbar für die zu prüfenden Bereiche oder für das ökonomische Ergebnis dieser Bereiche verantwortlich ist. Die übrigen Anforderungen bezogen sich z. B. auf die Revisionberichte, die Prüfungsplanung und die Informationsrechte der Revision gegenüber den anderen Bereichen im Institut.
Die Inhalte der MaIR befinden sich vor allem in den Modulen AT 4.4 und BT 2 der MaRisk.